# علی عامر
علی عامر (انگلیسی: Ali Aamer؛ زادهٔ ۲۶ دسامبر ۱۹۷۷) ورزشکار اهل بحرین است.
از باشگاه‌هایی که در آن بازی کرده‌است می‌توان به باشگاه ورزشی المحرق و تیم ملی فوتبال بحرین اشاره کرد.
وی همچنین در تیم ملی فوتبال بحرین بازی کرده است.